# Inkomstelasticitet
Inkomstelasticitet är ett nationalekonomiskt mått som visar hur efterfrågan påverkas av förändringar i inkomst. Inkomstelasticiteten räknas ut genom att dela den procentuella förändringen av den efterfrågade mängden med den procentuella förändringen av inkomsten.
Normala varor har ett positivt värde och inferiora varor ett negativt. Därutöver har behovsvaror en inelastisk inkomstelacitet medan lyxvaror har en elastisk inkomstelasticitet. Exempel på inferiora varor inkluderar livsmedel som Ernst Engel bevisade med Engels lag.